# Меїр Рехаві
Меїр Йосеф Рехаві (нар. 1962) — британський караїмський хахам, автор і знавець лівої течії.

## Біографія
Народившись як Мартін Фурман у Лідсі, Англія, Рехаві походив з ортодоксальної єврейської родини, яка переселилася на північ Англії з Тукумса, Латвія через Німеччину на початку 1900-х років. Рехаві був вихований як рабин-єврей і здобув релігійну освіту в ультра-ортодоксальному русі. Він навчався в різних єшивах в Єрусалимі, перш ніж прийняти караїмський юдаїзм. У 1981 році Рехаві почав ставити під сумнів авторитет Усної Тори. З 1984 року Рехаві був наставником караїмського Хахама Мордехая Альфандарі в Єрусалимі.
Рехаві є канцлером Караїмського єврейського університету в Каліфорнії та членом-засновником університету, який був створений у листопаді 2005 року.  У липні 2007 року Рехаві служив у Бет-Діні (єврейський релігійний суд) караїмських євреїв Америки, який здійснив перші навернення неєвреїв у караїмізм з 1465 р. Він також є хахамом караїмських євреїв Європи, є членом Караїмської релігійної ради Ізраїлю та виконує функції радника Караїмської ради мудреців. На даний момент Рехаві з родиною живе в Беер-Шеві, Ізраїль, працює кантором місцевої марокканської єврейської громади та пропагує низові заходи ізраїльської гілки руху «Чорна життя».

## Книги
Рехаві є співавтором книги «As It Is Written: A Brief Case for Karaism» (ISBN 0-9762637-1-8). Він також підготував і надрукував караїмський переклад з біблійної єврейської мови на англійську текст Писань, прочитаний на Песах, Агаду.